# أم الصابرين (مسلسل)
أم الصابرين هو مسلسل مصري عُرِض عام 2012، بطولة رانيا محمود ياسين، تأليف: أحمد عاشور، إخراج: أحمد إسماعيل الحريري.

## فريق العمل

### بطولة
| - رانيا محمود ياسين: زينب الغزالي - طارق الدسوقي: الغزالى - أحمد هارون: على الغزالي - خالد محمود: محمد الغزالي - مديحة حمدي: الجدة - جمال إسماعيل - الجد | - حنان سليمان: أم زينب - فايزة كمال -هدى شعراوي - جيهان أنور - ميار الببلاوي - أميرة نايف - منة بدر | - إيمان السيد - نهى إسماعيل - يوسف عبد الشافي - سمير عمر - محمود مسعود - حسام سامي: جمال عبد الناصر | - محمد يونس: عبد الحكيم عامر - عمرو يسري - عمرو القاضي - فتحي سعد - محمد دسوقي - أحمد سميح | - ماهيتاب زاهر - شريف مبروك - محمد عبد الجواد: الزوج - ياسر جودة - أحمد العطار - غادة أشرف |

بالاشتراك مع - مصطفى صوفي - أسماء الباجوري - أحمد إبراهيم - محمد الفايد - جميل سعد - هاجر جاد - فريدة الحريري - أحمد إسماعيل - أحمد عاشور - كمال بطة - إيهاب بركة - أحمد حجاب - عمرو ناجي - محمد عبد الحليم - حسام بدر - عبد السلام الدهشان - إحسان الترك - محمود الحفناوي: المعلم يحيى - عيد أبو الحمد - أحمد زايد - محمد عبد الخالق - محمد سمير محمد الغزالي صغير - محمود مهدي عباس علي الغزالي صغير - كريم علي سعد الغزالي صغير - جهاد سلطان

### إداريون
| - تولز أرت، يوسف عبد الشافي: إنتاج - الفايد للإنتاج الفني، محمد رحومة الفايد: إنتاج - محمد زهران: إنتاج - أحمد عاشور: سيناريو وحوار - فيروز حليم: معالجة درامية - عماد درويش - عصام طنطاوي: معدات اضاءة - م. أشرف مسعود: تم التصوير بمدينة الإنتاج الإعلامي - محمد الزواوي: خدع ومعارك - د. إيفان أديب: مهندس ديكور | - محمد نصار: منفذ إنتاج - معتز البرنس: منفذ انتاج - حازم عدلي - مصطفى البرنس: مدير إنتاج - محمد إبراهيم - أحمد فتحي: إدارة مالية أحمد أبو زيد - محمد بدير - أحمد صفوت - إنجي شاهين - عمرو ناجي - أمل عز الدين - ريهام رمضان: مساعد مخرج - أحمد عادل عقل: مساعد مخرج أول - سامية شاهين - أيمن خطاب - محمد سعيد: مخرج منفذ | - خالد نصار: مدير إدارة الإنتاج - عمرو عبد العزيز - عمرو سليمان - عمر العشري: مونتاج وتترات - أكرم ممدوح - محمدد عصام - ممدوح قطب :مدير التصوير - أيمن عبد الرازق: إشراف عام على الإنتاج - أحمد إسماعيل الحريري: مخرج - بدر محمد بدر: مؤلف - فاطمة عبد الشافي: منتج - محمد الحلو: أغنية التتر |

## قصة المسلسل
تتناول أحداث المسلسل قصة السيدة زينب الغزالي والتي عرفت بأم الصابرين منذ ميلادها وحتى وفاتها، كما يتطرق المسلسل إلى دور زوجها في مواجهة المحن والصعاب في حياتها، ودورها الكبير في الاتحاد النسائي مع هدى شعراوى، ودورها في تنظيم جماعة الإخوان المسلمين حتى توليها منصب رئيسة الأخوات.